# Drosophila breuerae
Drosophila breuerae este o specie de muște din genul Drosophila, familia Drosophilidae, descrisă de Rocha în anul 1971.
Este endemică în Columbia. Conform Catalogue of Life specia Drosophila breuerae nu are subspecii cunoscute.